# Roer (wapen)

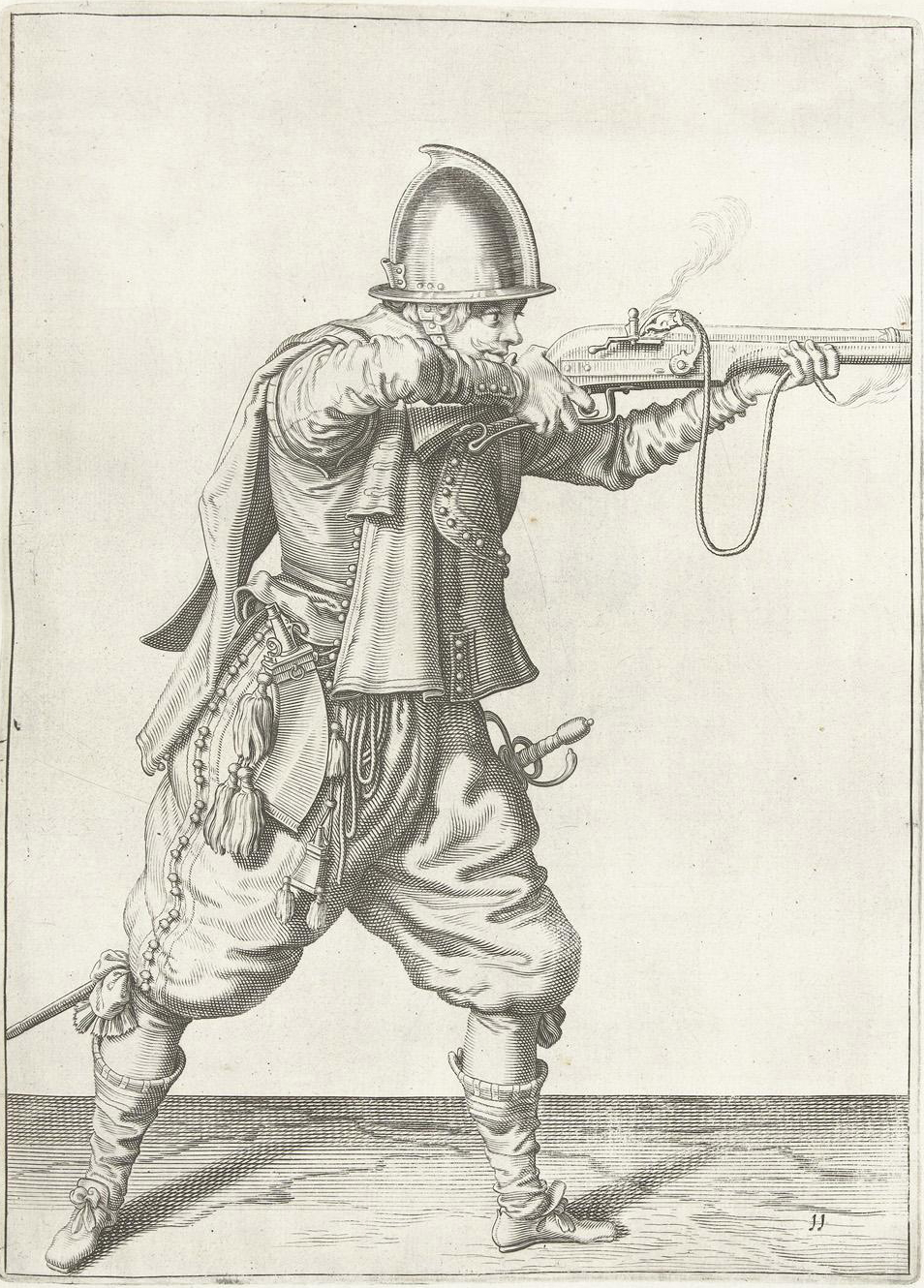
Een soldaat die een roer met beide handen horizontaal houdt, richt en vuurt. Omstreeks 1600 uit de instructies voor het hanteren van de roer (collectie: Rijksmuseum Amsterdam)

Het roer of vuurroer was een gladloops vuurwapen uit de zestiende en zeventiende eeuw. Het was een verkleinde uitvoering van het musket.

## Etymologie
Het woord roer is afkomstig van het Duitse Rohr, wat buis betekent. Opvallend genoeg werd een ander Duits woord voor buis, Büchse, eveneens vernederlandst naar bus en buks.

## Geschiedenis
Het roer was net als het musket de opvolger van de verouderde haakbus. Het wapen had een gladde loop en werd meestal ontstoken met een lontslot. De kogels die voor het roer werden gebruikt waren twee keer zo klein als musketkogels. De afmetingen van een roer waren ook veel kleiner, en het was daarmee een stuk lichter dan het musket. De energie van de kogel was echter niet groot genoeg om een goed harnas te doorboren. De soldaten in een compagnie die bewapend waren met het roer noemde men roerdragers, schutten of harquebusiers. Een goede roerdrager kon vier schoten lossen in een minuut tijd. Tot omstreeks 1639 konden in een compagnie van gemiddeld honderdvijftig soldaten wel vijftig roerdragers ingedeeld zijn. De inzetregel was in het begin van de Tachtigjarige Oorlog een roerdrager tegen drie piekeniers. Aan het einde van de oorlog nam de wapeninzet toe en werden twee roerdragers ingezet tegen een piekenier. 
In Nederland werd het roer voor het eerst gebruikt door het Staatse leger onder leiding van Maurits van Nassau, de latere prins van Oranje, tijdens de Slag bij Turnhout (1597). Halverwege de 17e eeuw werden roeren steeds minder gebruikt, hoewel sommige soldaten ze nog gebruikten, maar dan voorzien van een ontstekingsmechnisme in de vorm van een radslot. Met de komst van wapens voorzien van een vuursteenslot verdween het roer definitief uit beeld.